# Alexander August von Buchholtz
Alexander August von Buchholtz (auch: Buchholz; * 20. Januar 1802 in Königsberg i. Pr.; † 2. Juni 1856 ebenda) war ein deutscher Pandektenwissenschaftler.

## Leben
Buchholtz’ Eltern waren der Seekaufmann Johann Friedrich von Buchholtz (* 11. Dezember 1760 in Königsberg) und dessen Frau Christina Dorothea geb. Wenk, die Tochter des Königsberger Kaufmanns Friedrich Wenk. Er besuchte das
Altstädtische Gymnasium (Königsberg).
Nach dem Abitur immatrikulierte er sich 1819 an der Albertus-Universität Königsberg für Rechtswissenschaft. Sein Lehrer war Heinrich Eduard Dirksen. Am 22. März 1824 promovierte er zum Dr. iur. Er wechselte an die Friedrich-Wilhelms-Universität Berlin und studierte von Ostern 1825 bis Ostern 1826 an der Georg-August-Universität Göttingen. Zurückgekehrt nach Königsberg, habilitierte er sich Michaelis 1826. Er erhielt als Privatdozent die Venia legendi und wurde Michaelis 1828 zum  a.o. Professor ernannt. Die Albertina berief ihn Ostern 1833 als o. Professor für Römisches Recht. Im Sommersemester 1837 war er Rektor. Er starb mit 54 Jahren im Amt.

## Werke
- Lectiones cursoriae de vi ac potestate verbi veteres in jure Romano. Königsberg 1825
- Iuris civilis anteiustinianei Vaticana fragmenta e codice Rescripto ab Angelo Maio Edita Recognovit, Commentario tum critico tum Exegetico, nec non Quadruplici Appendice. Königsberg 1828 (books.google.de)
- Qui potiores sint in pignoribus commentatio. 1829
- Versuche über einzelne Theile der Theorie des heutigen Römischen Rechtes. Berlin 1831; archive.org.
- De confirmandis tutoribus. 1833
- Juristische Abhandlungen aus dem Gebiete des heutigen Römischen Rechtes. Königsberg 1833; archive.org.
- Die Lehren von den Prälegaten. Jena 1850 (books.google.de)
- System des Pandekten-Rechts. Jena 1846, 9. Auflage. 2. Band (Herausgeber von Anton Friedrich Justus Thibauts Werk); archive.org.